# Asperula
Asperula es un género de plantas herbáceas perteneciente  a la familia de las rubiáceas.

## Descripción
Son matas o hierbas anuales o perennes. Hojas sentadas, opuestas o formando con las estípulas verticilios de 4-7 piezas uninervadas. Flores hermafroditas, en panícula o inflorescencias capituliformes, generalmente terminales, con brácteas y bracteolas. Cáliz ausente. Corola infundibuliforme o hipocrateriforme, con 4 lóbulos patentes. Androceo con 4 estambres; anteras lineares o linear-oblongas, incluidas en el tubo de la corola. Estilo solitario, filiforme, bífido, con estigma capitados o clavados. Fruto más o menos carnosos, dídimo, con 1 semilla por mericarpo.

## Taxonomía
El género fue descrito por Carlos Linneo y publicado en Species Plantarum 1: 103–104. 1753. La especie tipo es: Asperula arvensis L.  
Etimología
Asperula: nombre genérico que significa "un tanto áspero",o bien  "diminutivo de asper"

## Especies más conocidas
- Asperula arcadiensis
- Asperula aristata L.f.
- Asperula arvensis
- Asperula cynanchica
- Asperula glauca
- Asperula odorata
- Asperula orientalis
- Asperula tinctoria L.